# Maniquí (ninot)

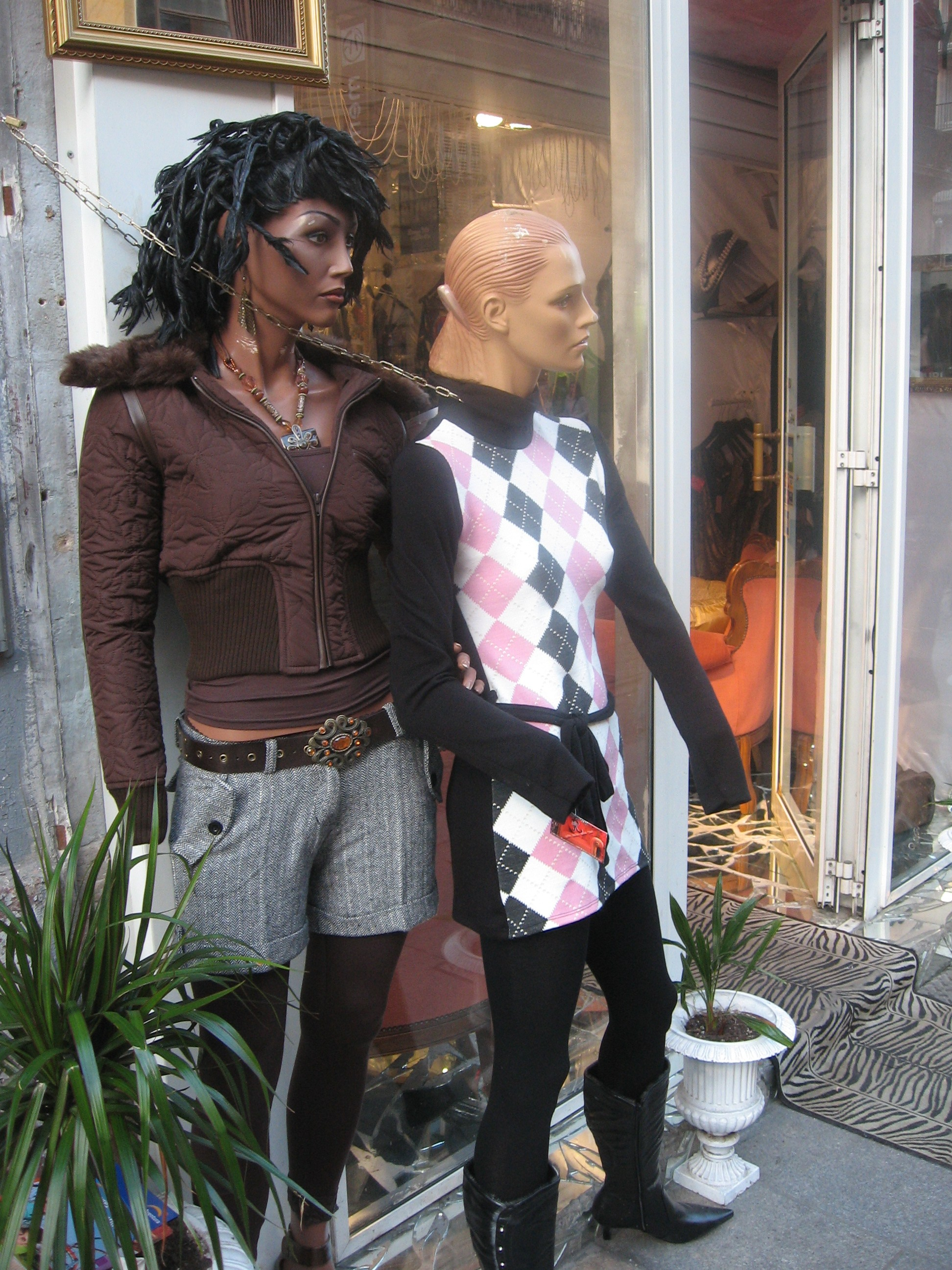
Maniquís amb peces femenines en la façana d'una tenda.

Un maniquí (en neerlandès: manneken, que significa 'home petit') és un model articulat del cos humà usat pels artistes i en els aparadors de les botigues de moda. En moltes ocasions és una figura articulada de grandària natural usada específicament per exhibir roba en l'aparador o a l'interior d'un establiment comercial. Aquests models serveixen especialment per demostrar l'arranjament de la roba. També es coneix com a maniquí o «maniquí de costura» el model tridimensional, generalment només del tors, per provar les peces de vestir que s'estan confeccionant. Així pot veure's com quedaria la peça en una persona i es poden fer les correccions necessàries. Alguns d'aquests maniquís es realitzaven amb les mesures corporals de persones concretes.